# Atletismo nos Jogos Pan-Americanos de 2003 - Arremesso de peso feminino
A final do arremesso de peso feminino nos Jogos Pan-Americanos de 2003 foi realizada em 7 de agosto de 2003. 

## Calendário
| Data        | Fase  |
| ----------- | ----- |
| 7 de agosto | Final |

## Medalhistas
| Ouro   | CUB Yumileidi Cumbá    |
| Prata  | BRA Elisângela Adriano |
| Bronze | DOM Fior Vásquez       |

## Recordes
Recordes mundial e pan-americano antes da disputa dos Jogos Pan-Americanos de 2003.
| Tipo                             | Atleta             | Tempo   | Local   | Data                 |
| -------------------------------- | ------------------ | ------- | ------- | -------------------- |
|                                  | Natalya Lisovskaya | 22.63 m | Moscou  | 7 de junho de 1987   |
| Recorde dos Jogos Pan-Americanos | María Elena Sarría | 19.34 m | Caracas | 28 de agosto de 1983 |

## Resultados
| Posição | Atleta                 | Tentativas | Tentativas | Tentativas | Tentativas | Tentativas | Tentativas | Resultado |
| Posição | Atleta                 | 1          | 2          | 3          | 4          | 5          | 6          | Resultado |
| ------- | ---------------------- | ---------- | ---------- | ---------- | ---------- | ---------- | ---------- | --------- |
| 1       | CUB Yumileidi Cumbá    | 18.30      | 19.14      | 18.98      | X          | 18.96      | 19.31      | 19.31 m   |
| 2       | BRA Elisângela Adriano | 18.48      | X          | 18.27      | X          | X          | X          | 18.48 m   |
| 3       | DOM Fior Vásquez       | 17.73      | 17.76      | 18.00      | 16.63      | 15.76      | 18.14      | 18.14 m   |
| 4       | CUB Misleydis González | 17.90      | X          | 17.99      | X          | 17.75      | 17.52      | 17.99 m   |
| 5       | USA Laura Gerraughty   | 17.24      | 17.09      | X          | X          | 17.33      | X          | 17.33 m   |
| 6       | TRI Cleopatra Borel    | 16.18      | 17.23      | 17.11      | X          | X          | X          | 17.23 m   |
| 7       | USA Kristin Heaston    | 15.94      | 16.55      | 16.30      | X          | X          | X          | 16.55 m   |
| 8       | CHI Marianne Berndt    | 15.16      | X          | 15.37      | X          | X          | X          | 15.37 m   |
|         |                        |            |            |            |            |            |            |           |
| 9       | COL Luz Dary Castro    | X          | 14.92      | 14.67      |            |            |            | 14.92 m   |